# Zamia pseudoparasitica
Zamia pseudoparasitica är en kärlväxtart som beskrevs av J.Yates in Seem. Zamia pseudoparasitica ingår i släktet Zamia och familjen Zamiaceae. IUCN kategoriserar arten globalt som nära hotad. Inga underarter finns listade i Catalogue of Life.